# Есенин-Вольпин, Александр Сергеевич
Алекса́ндр Серге́евич Есе́нин-Во́льпин (англ. Alexander Esenin-Volpin; 12 мая 1924, Ленинград, РСФСР — 16 марта 2016, Бостон, США) — советский и американский математик, философ, поэт, один из лидеров диссидентского и правозащитного движения в СССР, пионер правового просвещения в диссидентских кругах советского общества, сын Сергея Есенина.
Организатор «Митинга гласности» 5 декабря 1965 года в Москве, в 1970—1972 годах являлся экспертом Комитета прав человека в СССР, как политзаключённый провёл в тюрьмах, ссылке и психиатрических клиниках 6 лет. Одним из первых в 1960-х годах в СССР начал пропагандировать правовой подход во взаимоотношениях государства и граждан, посвятив ряд работ теоретическим аспектам проблемы законодательного обеспечения прав человека в СССР и правоприменительной практике в этой области. Автор знаменитой фразы «Уважайте вашу Конституцию!».
Автор нескольких работ в области общей топологии, математической логики и оснований математики.

## Биография
Его отец, поэт Сергей Есенин, ушёл из жизни, когда Есенину-Вольпину было полтора года. Матерью его была поэтесса и переводчица Надежда Вольпин, дочь московского юриста и адвоката Давида Самуиловича Вольпина. Родители были друзьями по литературному цеху, но в браке не состояли.
О своей беременности Надежда Вольпин объявила Сергею Есенину летом 1923-го, когда поэту уже повстречалась актриса Августа Миклашевская. Есенин уговаривал Надежду Вольпин сделать аборт, что послужило причиной разрыва и её отъезда в Петроград, где 12 мая 1924 года родился Александр.
В 1933 году вместе с матерью переехал из Ленинграда в Москву. В 1946 году окончил с отличием механико-математический факультет МГУ (научный руководитель П. С. Александров). В армию призван не был из-за психиатрического диагноза. В 1949 году, окончив аспирантуру НИИ математики при МГУ и защитив кандидатскую диссертацию по математической логике, уехал работать в Черновцы.
Арестован 21 июля 1949 года по доносу. Обвинён в проведении «антисоветской агитации и пропаганды» (фактически — за написание и чтение в узком кругу знакомых стихотворений «Никогда я не брал сохи…», «Ворон», «Весенний лист»). Направлен на судебно-психиатрическую экспертизу. Признан невменяемым и был помещён на принудительное лечение в Ленинградскую специальную психиатрическую больницу. В сентябре 1950 года как «социально опасный элемент» выслан в Карагандинскую область сроком на пять лет. Друживший с ним в Караганде Наум Коржавин вспоминал, что уже тогда у него была идея-фикс об эмиграции на Запад, который он боготворил. Освобождён 25 декабря 1953 года по амнистии. Вернулся в Москву.
Летом 1959 года получил приглашение от организационного комитета симпозиума «Об основах математики и теории бесконечности», устраиваемого Международным математическим союзом и Институтом математики Академии наук ПНР в Варшаве 2—8 сентября 1959 года. Оргкомитет предложил Вольпину принять участие в мероприятии и выступить на нём с докладом по математической логике. Получив приглашение, Вольпин обратился к властям СССР с прошением о выдаче ему заграничного паспорта, однако сразу же получил ответ, из которого явствовало, что психически неполноценным гражданам СССР заграничные паспорта не выдаются и за границу они не выпускаются. Тогда Вольпин переправил в Варшаву текст своего доклада, который был на симпозиуме оглашён от его имени с указанием, что власти не позволили советскому учёному приехать на симпозиум лично.
В 1959 году был вновь помещён в спецпсихбольницу за то, что передал за границу сборник своих стихов и свой «Свободный философский трактат». В спецпсихбольнице провёл около двух лет. Есенину-Вольпину ставился диагноз «вялотекущая шизофрения»). При этом, по мнению Ю. С. Савенко, у Есенина-Вольпина была в действительности лишь циклотимия.
Свои стихи, распространявшиеся в самиздате и публиковавшиеся на Западе, подписывал фамилией Вольпин. В 1961 году в Нью-Йорке вышла книга Есенина-Вольпина «Весенний лист», в которую, кроме стихов, вошёл написанный в 1959 году «Свободный философский трактат».
В 1962 году женился, супруга — В. Б. Вольпин (урождённая Хаютина); спустя ровно десять лет развелись.
В 1965 году Есенин-Вольпин стал организатором «Митинга гласности», прошедшего 5 декабря на Пушкинской площади в Москве — первой в послевоенном СССР публичной демонстрации протеста. Основным лозунгом митинга, на который собралось, по приблизительным оценкам, около 200 человек (включая оперативников КГБ и дружинников), было требование гласности суда над арестованными незадолго до этого Андреем Синявским и Юлием Даниэлем; митингующие также держали плакаты с призывом «Уважайте Советскую Конституцию». На митинге раздавалось в качестве листовки составленное Есениным-Вольпиным «Гражданское обращение», до этого распространявшееся организаторами митинга и сочувствующими. Прямо с площади Есенин-Вольпин был увезён на допрос.
Владимир Буковский, опираясь на найденный им в архиве секретный доклад КГБ СССР в Политбюро ЦК КПСС, считает, что кампания применения так называемой карательной психиатрии против диссидентов началась с упоминания в этом докладе 27 февраля 1967 года Петра Григоренко и Александра Вольпина как лиц, «ранее привлекавшихся к уголовной ответственности и освобождённых в связи с психическими заболеваниями».
В феврале 1968 года Есенин-Вольпин был вновь заключён в психиатрическую больницу. В связи с этим ряд известных математиков подписали так называемое «письмо девяноста девяти» с протестом против насильственной госпитализации Есенина-Вольпина. После трёх месяцев принудительного лечения Есенин-Вольпин был выписан из психиатрической больницы. После освобождения, в 1970 году, Есенин-Вольпин вступил в Комитет прав человека в СССР, сотрудничая с Юрием Орловым, Андреем Сахаровым и другими правозащитниками. В самиздате распространялась составленная Есениным-Вольпиным «Памятка для тех, кому предстоят допросы», ключевым тезисом которой было утверждение, что нормы советского процессуального права вполне пригодны для того, чтобы на законных основаниях уклониться от соучастия в преследовании инакомыслия, не прибегая ко лжи или запирательству.
В 1969 году Есенин-Вольпин перевёл на русский язык и написал предисловие к книге П. Дж. Коэна «Теория множеств и континуум-гипотеза», излагающей доказательство независимости гипотезы континуума от остальных аксиом теории множеств.
В мае 1972 года по настоятельному предложению советских властей эмигрировал в США, где работал в университете Буффало, затем был почётным профессором Бостонского университета. По утверждению С. П. Новикова, однако, чтение Есениным-Вольпиным лекций успеха не имело, и в конце концов он занял должность библиотекаря.
К 80-летнему юбилею Вольпина в 2004 году диссидент Владимир Буковский внёс предложение наградить Вольпина премией имени Сахарова за его заслуги в правозащитном движении. При этом Буковский сказал: «Честно говоря, это Андрей Дмитриевич должен был бы получить премию имени Есенина-Вольпина. Алик был его учителем (в правозащитной деятельности)». Буковский также сказал, что «болезнь» Есенина-Вольпина, от которой его «лечили» в психиатрических больницах, называется «патологическая правдивость». В. Б. Вольпин рассказывала, что «В 16 лет Алек дал зарок — никогда и ни при каких обстоятельствах не врать, даже по мелочам», — и так и жил.
Проживал в Бостоне (штат Массачусетс, США). С 1989 года неоднократно приезжал на родину.
Есенин-Вольпин — один из героев документального фильма 2005 года «Они выбирали свободу», посвящённого истории диссидентского движения в СССР.
Скончался 16 марта 2016 года в США на 92-м году жизни.

## Работы и взгляды
Является автором теоремы в области диадических пространств, получившей его имя.
Основу математических и философских взглядов Есенина-Вольпина составлял крайний скептицизм — отрицание всех принимаемых на веру абстрактных понятий (Бога, бесконечности и т. д.); из этого вытекает необходимость строгого соблюдения формально-логических законов. Начиная с 1961 г. Есенин-Вольпин разрабатывал концепцию ультрафинитизма — радикальную форму метаматематического финитизма, в которой отрицается бесконечность множества натуральных чисел.
Это привело его к внешне парадоксальному результату: Есенин-Вольпин поддерживал «увеличивающий» диагональный аргумент Кантора и отвергал «уменьшающий» аргумент Гёделя; он пытался доказать непротиворечивость системы аксиом Цермело-Френкеля и настаивал, что такое доказательство не будет означать доказательство противоречивости этой системы аксиом, что следовало бы из теоремы Гёделя, так как, по мнению Есенина-Вольпина, эта теорема Гёделя ошибочна.
Другим, далеко идущим следствием «увеличивающих» аргументов Есенина-Вольпина могло бы стать «взрывное» увеличение бытийных царств: помимо принятых в некоторых философских системах реального и идеального существования следовало бы признать дерево натуральных рядов промежуточных родов бытия. Это, в частности, полностью похоронило бы «аргумент» о «третьем человеке», выдвинутый Аристотелем против Платона.
С начала 1960-х годов этот же принцип радикального скептицизма Есенин-Вольпин применял к сфере права, первым из советских диссидентов выдвигая идею возможности и необходимости защищать права человека путём строгого следования советским законам и требования соблюдения этих законов от властей. Он сформулировал и стал отстаивать идею о том, что советские законы сами по себе вполне приемлемы, а проблема заключается в отказе со стороны государства следовать этим законам. Он убеждал своих единомышленников, что, если бы государство соблюдало свои собственные законы, граждане не оказались бы в положении бесправия и что ситуация с соблюдением прав человека изменится, если граждане будут активно добиваться от государства соблюдения законов. Это правило становится одной из основополагающих концепций правозащитного движения.